# Есимонтовские
Есимонтовские — малороссийский дворянский род.
Происходит от значкового войскового товарища Ивана Фёдоровича Есимонтовского (1681—1700) и внесён в VI часть родословной книги Черниговской губернии.

## Описание герба
Опрокинутая стрела, сопровождаемая с боков двумя звёздами и снизу полумесяцем.
Нашлемник: пять страусовых перьев.